# ТБ Твьоройри
ТБ Твьоройри (на фарьорски: Tvøroyrar Bóltfelag) или просто Твьоройри е футболен отбор от Фарьорски острови. Клубът е базиран в Твьоройри, на остров Сувурой, Фарьорски острови. Тимът играе в най-високото ниво на футбола на Фарьорските острови.

## История
Основан на 13 май 1892 година. Най-старият футболен клуб на островите. Домакинските си мачове играе на стадион „Севмюри“ с капацитет 4000 места.
От 2012 година отново е в лигата на най-добрите.
Творьойри е 7 кратен шампион и 5 пъти носител на купата на страната.

## Успехи
- Формуладейлдин: (Висша лига)
  -  Шампион (7): 1943, 1949, 1951, 1976, 1977, 1980, 1987
  -  Вицешампион (14): 1942, 1950, 1952, 1953, 1954, 1956, 1957, 1964, 1974, 1978, 1979, 1981, 1982, 1984
  -  Бронзов медал (6): 1955, 1959, 1961, 1971, 1972, 1973
- Първа лига:
  -  Победител (4): 1948, 2001, 2004, 2014
- Купа на Фарьорски острови:
  -  Носител (5): 1956, 1958, 1960, 1961, 1977
  -  Финалист (5): 1962, 1971, 1976, 1978, 1981

## Предишни имена
| Години      | Име                                                            |
| ----------- | -------------------------------------------------------------- |
| 1892 – 2017 | „ТБ Твьоройри“ Tvøroyrar Bóltfelag                             |
| 2017 – 2018 | „ТБ/ФКС/Ройн“ (след сливане на „Судурой“ и „Ройн)“ TB/FCS/Royn |
| от 2018     | „ТБ Твьоройри“ Tvøroyrar Bóltfelag                             |